# Gale Force – Die 10-Millionen-Dollar-Falle
Gale Force – Die 10-Millionen-Dollar-Falle (Originaltitel: Gale Force / Gale Force – Don’t Mess with Mother Nature) ist ein US-amerikanischer Actionfilm aus dem Jahr 2002. Unter der Regie von Jim Wynorski ist Treat Williams in der Hauptrolle zu sehen.

## Handlung
Der Polizist Sam Garrett ist für seine ungewöhnlichen Einsätze berüchtigt, zuletzt beschuldigt er sogar die Tochter des Bürgermeisters einer vorgetäuschten Entführung. Mittlerweile suspendiert willigt Garrett ein, bei einer Reality-Show mitzuwirken. So soll er auf einer verlassenen Insel sich gegen sieben weitere Kandidaten durchsetzen um eine Schatztruhe mit 10 Millionen Dollar einzuheimsen. Auf der Insel sollen auch Jäger sein, die mit Farbpatronen schießen. Nach einigem Herumirren mit kryptischen Schatzkarten erspäht die Kandidatengruppe die Jäger, die eine Schatztruhe voller Geldscheine erbeuten. Sofort schießen die Jäger scharf, sogar auf das Filmteam, und der Gruppe bleibt nur die Flucht. Zusätzlich rast ein Hurrikan auf die Insel zu. Die Jäger setzen das Camp der Kandidaten in Brand, jedoch können diese flüchten und sogar mehrere Jäger überwältigen und deren Waffen erbeuten.
Der Gangster Jared will mit dem letzten Helikopter fliehen, doch die Maschine verunglückt in einem Tsunami. Die restlichen Überlebenden können in einer Höhle Unterschlupf suchen und finden am nächsten Tag das Ufer voller Geldscheine vor. Garrett und seine neue Freundin können sich schließlich mit dem gefundenen Geld eine geruhsame Auszeit gönnen.

## Synchronisation
| Charakter       | Darsteller       | Synchronsprecher   |
| --------------- | ---------------- | ------------------ |
| Sam Garrett     | Treat Williams   | Reent Reins        |
| Jared           | Michael Dudikoff | Joachim Tennstedt  |
| Steve Chaney    | Curtis Armstrong | Eberhard Haar      |
| Susan Billings  | Susan Walters    | Marion von Stengel |
| Phillip Edwards | Tim Thomerson    | Hans Sievers       |

## Kritik
„Vorhersehbarer, übertrieben konstruierter Actionfilm der C-Klasse, der jeden Wirklichkeitsbezug verloren hat.“

Die Programmzeitschrift TV Spielfilm bemerkt „nicht schön: Einige Actionszenen wurden aus anderen Filmen herausgeschnitten“, attestiert dem Film „Action vom Recyclinghof“ und nennt ihn schlicht „Unfug“.